# Annibale Visconti
Annibale Visconti (německy Hannibal Marchese von Visconti, italsky Annibale Visconti, marchese di Borgoratto e Brignano) (1. listopadu 1660 Milán – 6. března 1747 Milán) byl italský šlechtic z rodu Viscontiů, vojevůdce a politik. Od mládí byl vojákem ve službách Habsburků, rychlý kariérní postup prodělal za války o španělské dědictví, kdy pod Evženem Savojským bojoval v Itálii. V císařské armádě dosáhl nejvyšší hodnosti polního maršála (1716). Nakonec byl dlouholetým zástupcem guvernéra Milánského vévodství (1727–1747).

## Životopis

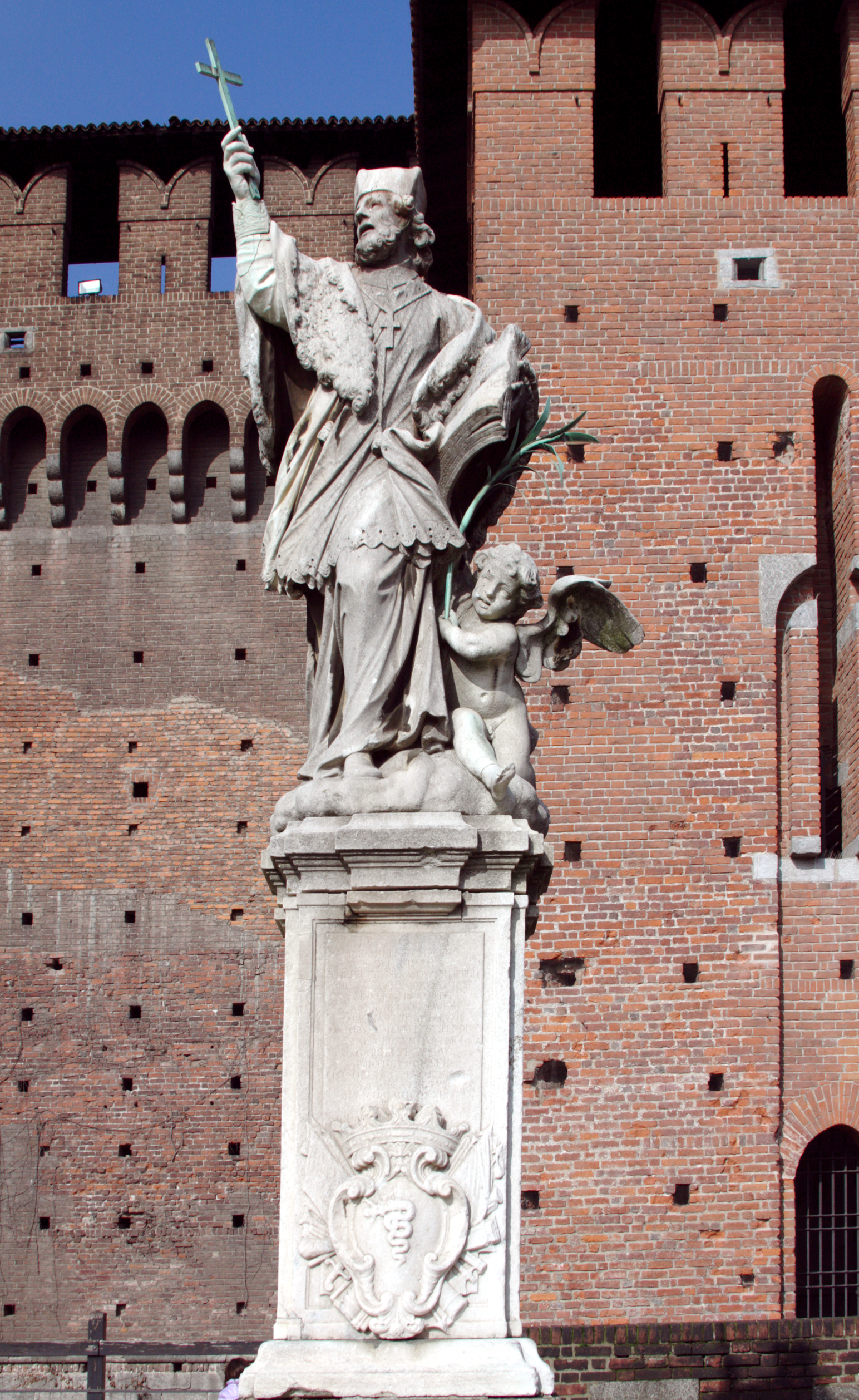
Socha sv. Jana Nepomuckého s erbem Viscontiů na hradě Sforzesco v Miláně

Pocházel z vedlejší linie starého šlechtického rodu Viscontiů z Milánského vévodství, byl synem Alfonsa Viscontiho (1622–1690) a jeho manželky Fulvie, rozené Arnolfi. Od mládí sloužil v armádě, a protože Milánsko bylo v té době majetkem Španělska, působil ve službách krále Karla II. a zúčastnil se devítileté války. Po úmrtí Karla II. vstoupil do služeb rakouských Habsburků a v roce 1700 mu byla udělena hodnost generálního polního vachtmistra (respektive generálmajora) císařské armády. Za války o španělské dědictví bojoval v Itálii, vyznamenal se v bitvě u Vittorie (1702), kde byl zraněn, padl pod ním kůň a musel ustoupit přesile francouzského maršála Vendôma. Poté se připojil k Evženovi Savojskému a bojoval v bitvě u Luzzary (1702). V roce 1704 byl povýšen do hodnosti polního podmaršála a v další fázi tažení Evžena Savojského v Itálii vynikl v roce 1705 zajetím španělského generála Toralby. K datu 14. dubna 1706 získal hodnost generála jezdectva, nadále se se střídavými úspěchy zúčastnil bojů v Itálii.

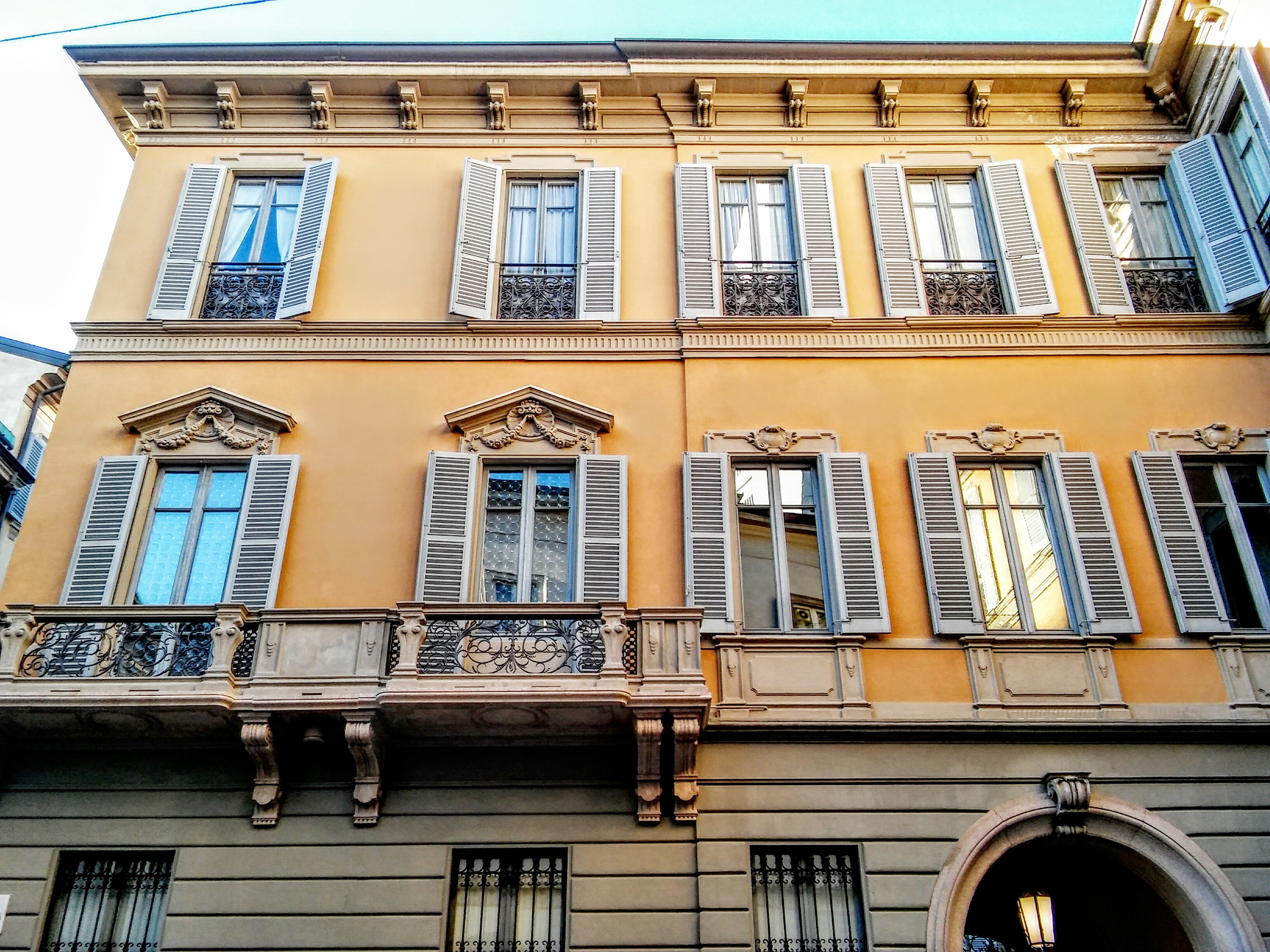
Palác Visconti-Aimi v Miláně

V roce 1711 jej nový císař Karel VI. jmenoval členem Tajné rady a v roce 1713 se stal správcem všech pevností v Milánsku. Po skončení války o španělské dědicvtví se stal zástupcem guvernéra v Milánském vévodství a kastelánem v Miláně (Castellano del Castello Sforzesco Milano). V roce 1716 získal hodnost polního maršála císařské armády, byl také členem dvorské válečné rady. Správcem v Miláně zůstal s krátkou přestávkou až do své smrti v roce 1747. Za války o polské dědictví musel Milán v roce 1733 vyklidit před francouzskou okupací a po uzavření míru se v roce 1735 do Milána vrátil. V roce 1737 přivítal v Miláně arcivévodkyni Marii Terezii, která tehdy doprovázela svého manželka Františka Štěpána Lotrinského do Toskánska. Po smrti Karla VI. se novou milánskou vévodkyní stala Marie Terezie, která v roce 1740 potvrdila Viscontiho ve všech funkcích. Úřad milánského kastelána byl v té době však již jen čestnou a formální funkcí bez větších pravomocí, nedlouho po Viscontiho úmrti byl tento post zrušen (1754).
Ve funkci milánského kastelána byl jeho oficiální rezidencí hrad Sforzesco, kde realizoval stavební úpravy a na nádvoří nechal vztyčit sochu sv. Jana Nepomuckého jako patrona císařské armády. Soukromým rodinným sídlem byl palác Visconti-Aimi v ulici Filodrammatici 10 v sousedství La Scaly. Tento palác zdědil po matce a v první polovině 18. století zde podnikl rozsáhlé adaptace.
Po starším bratru Pirrovi (1652–1725), který byl kancléřem Milánského vévodství, zdědil titul markýze di Borgoratto. V roce 1742 navíc po bratranci Galeazzu Viscontim zdědil titul markýze di Brignano. V době působení ve službách Karla II. získal také titul španělského granda.
Jeho manželkou byla Claudia Erba-Odescalchi (1681–1747), která také patřila k vysoké italské šlechtě a byla příbuznou papeže Inocence XI. Z jejich manželství se narodilo pět dětí, dědicem šlechtických titulů byl syn Alberto Visconti (1711–1778). Dcera Fulvia (1715–1777) byla manželkou císařského generála Antonia Clericiho, markýze di Cavenago (1715–1768). Z potomstva nejvíce vynikl nejmladší syn Antonio (1713–1788), který byl dlouholetým diplomatem Papežského státu a v roce 1771 dosáhl titulu kardinála.